# Линия Тамагава (Токю)
Линия Токю-Тамагава (яп. 東急多摩川線 то:кю: тамагава сэн) — железнодорожная линия частного японского железнодорожного оператора Tokyu Corporation. Линия протянулась на 5,6 километра от станции Тамагава до станции Камата в специальном районе Токио — Ота. 
Линия была открыта в 2000-м году, и сформирована из западного участка бывшей линии Мэкама, которая в свою очередь была перестроена и получила новое название — линия Мэгуро. На всех станциях линии установлен неподвижный барьер (на станции Камата, так же установлены автоматические платформенные ворота).

## Станции
| Станция         | Японское название | От станции Тамагава | Пересадки                         | Расположение |
| --------------- | ----------------- | ------------------- | --------------------------------- | ------------ |
| Тамагава        | 多摩川            | 0.0                 | Линия Тоёко, Линия Мэгуро         | Ота          |
| Нумабэ          | 沼部              | 0.9                 |                                   | Ота          |
| Уноки           | 鵜の木            | 1.9                 |                                   | Ота          |
| Симо-Маруко     | 下丸子            | 2.6                 |                                   | Ота          |
| Мусаси-Нитта    | 武蔵新田          | 3.3                 |                                   | Ота          |
| Ямагутиноватаси | 矢口渡            | 4.2                 |                                   | Ота          |
| Камата          | 蒲田              | 5.6                 | Линия Кэйхин-Тохоку Линия Икэгами | Ота          |

## Подвижной состав
- Серия 1000 3-х вагонные составы (С 1990)
- Серия 7000 3-х вагонные составы (С 2007)
- Серия 7600 3-х вагонные составы (С 1986)
- Серия 7700 3-х вагонные составы